# Asprotera ornatula
Asprotera ornatula is een keversoort uit de familie somberkevers (Zopheridae). De wetenschappelijke naam van de soort werd in 1957 gepubliceerd door Pope.